# Rocket Ride (píseň, Kiss)
„Rocket Ride“ je píseň americké rockové skupiny Kiss vydaná na albu Alive II. Píseň napsal Ace Frehley původně pro své sólové album. Když se ale dával dohromady materiál na Alive II a rozhodlo se, že tam budou i nové studiové nahrávky, rozhodl se tuto píseň na Alive II zařadit. Ace řekl, že na této skladbě je poprvé se svým zpěvem opravdu spokojen a píseň mu dodala sebedůvěru.

## Sestava
- Paul Stanley – zpěv, rytmická kytara
- Gene Simmons – zpěv, basová kytara
- Ace Frehley – sólová kytara, basová kytara
- Peter Criss – zpěv, bicí, perkuse